# لوچانو تایولی
لوچانو تایولی (ایتالیایی: Luciano Tajoli؛ ‏ ۱۷ آوریل ۱۹۲۰ – ۳ اوت ۱۹۹۶) خواننده و بازیگر اهل ایتالیا بود.
از فیلم‌هایی که وی در آن‌ها نقش داشته‌است، می‌توان به دو رقیب اشاره نمود.
وی همچنین برندهٔ جوایزی همچون جشنواره موسیقی سانرمو شده‌است.